# 오라클 로그마이너
오라클 로그마이너(Oracle LogMiner)는 오라클이 오라클 데이터베이스 구매자들에게 제공하는 유틸리티로서, 주로 오라클 리두 로그의 데이터를 참조하는 SQL 명령어를 통해 오라클 데이터베이스에 만들어진 로깅된 변경사항을 조회하는 방식을 제공한다. 이 기능을 위한 GUI 인터페이스가 오라클 엔터프라이즈 매니저 제품에 포함되어 있다.
로그마이너는 데이터 마이닝 개념과 실행을 데이터베이스 자체의 내부 프로세스로 전환한다.
데이터베이스 관리자는 로그마이너를 사용하여 다음의 일을 할 수 있다:
- 데이터베이스 이벤트의 시간을 식별한다
- 오류가 있는 트랜잭션을 사용자별로 분리시킨다
- 데이터의 의도치 않은 변경에 대한 복구에 필요한 단계를 결정한다
- 성능 튜닝과 캐퍼시티 플래닝에 사용하기 위한 실제 데이터 사용률을 취합한다
- 데이터베이스에 실행한 모든 명령 동작을 감사한다

로그마이너를 오라클 로그를 사용하여 정확히 어떻게 데이터가 변경되었는지를 재구성하는 반면 오라클 플래시백이라는 보조 유틸리티는 이러한 변경의 완성된 결과물들을 재구성하고 표현함으로써 특정 시간대의 데이터베이스의 뷰를 제공한다.

## 같이 보기
- 분류:오라클 소프트웨어